# Plaza Jacques-Cartier

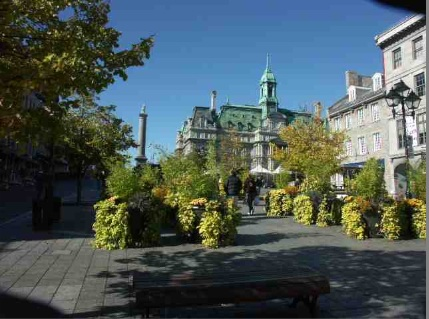
La Plaza Jacques-Cartier.

La plaza Jacques-Cartier es una plaza peatonal (solamente en verano) del Vieux-Montreal, en Montreal, Canadá. 
En la estación calurosa, este lugar adquiere especialmente una vocación turística.

## Historia
Se nombró en honor al explorador Jacques Cartier. Acondicionada oficialmente durante la primera mitad del siglo XIX, su uso es, sin embargo, mucho más antiguo.
En el centro se encuentra el monumento más controvertido de Montreal, la Columna de Nelson, instalada en memoria del almirante Horatio Nelson. Precede a su homóloga londinense en 33 años, ya que data de 1810, y representa las pretensiones imperialistas británicas.

## Galería fotográfica

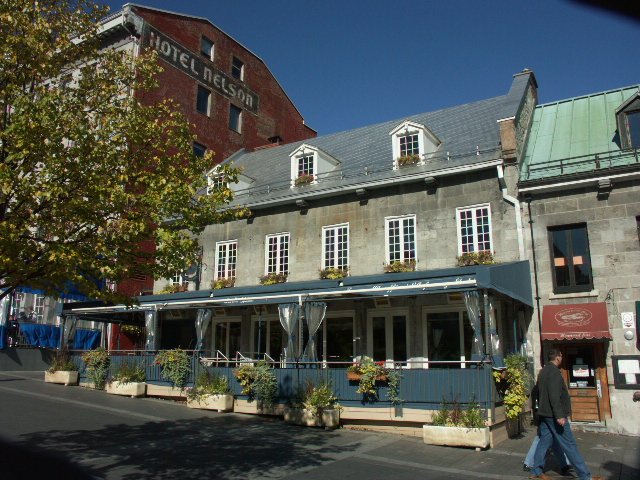
Los Jardines Nelson
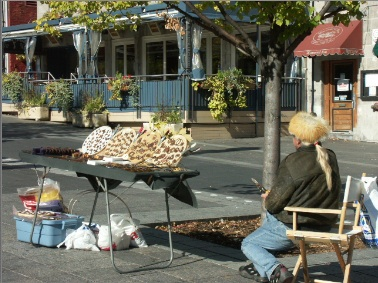
Vendedor de artesanía
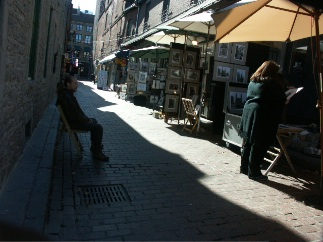
Vendedores de arte en una callejuela cercana
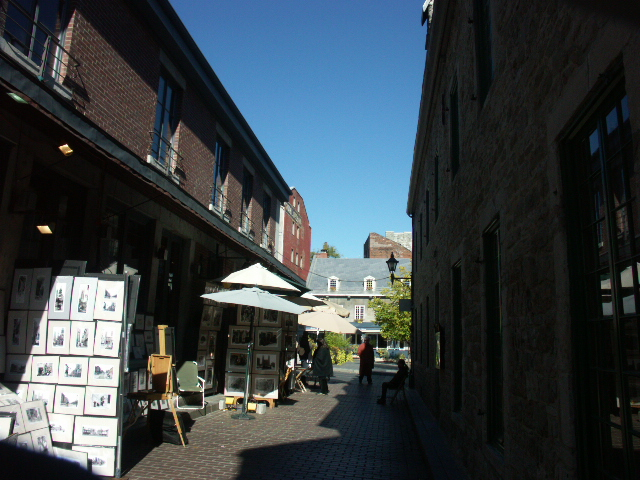
Vista de la callejuela
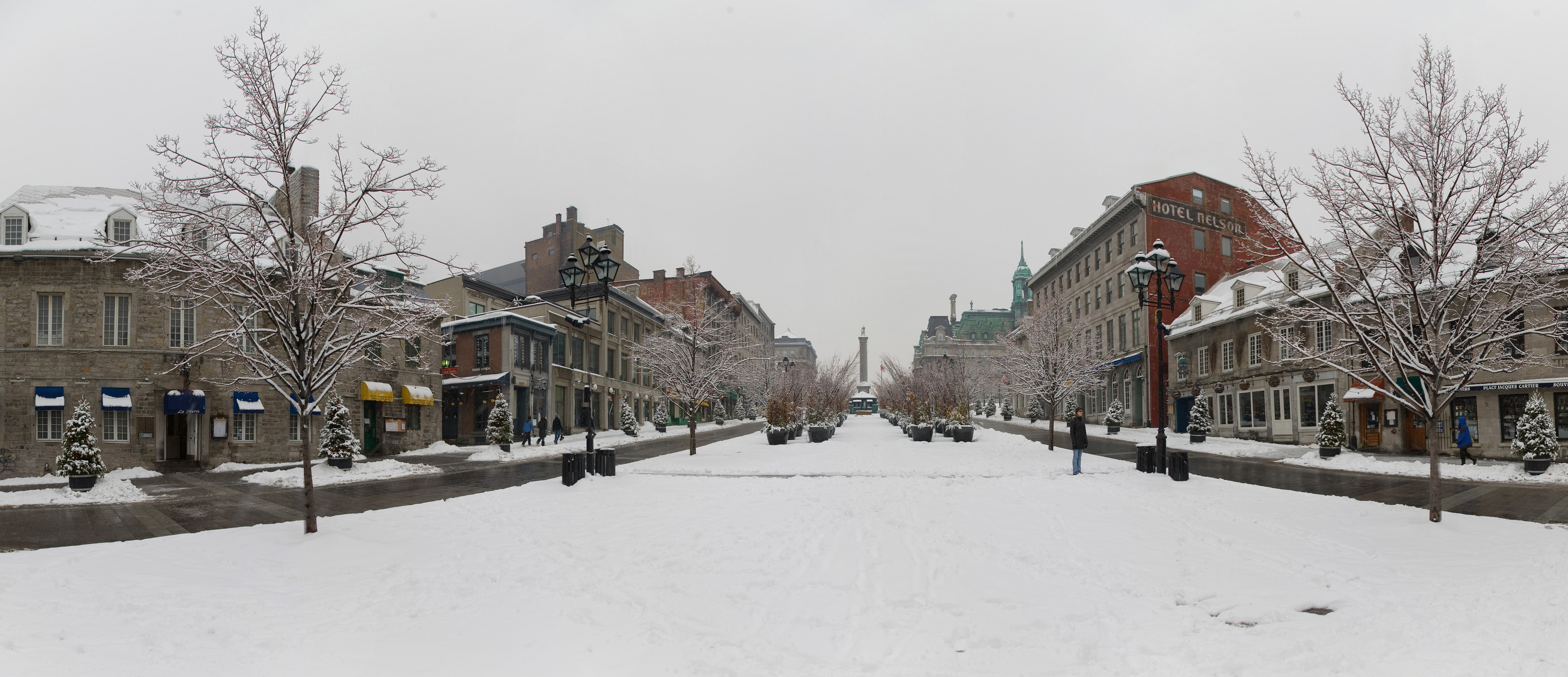
Vista panorámica inviernal
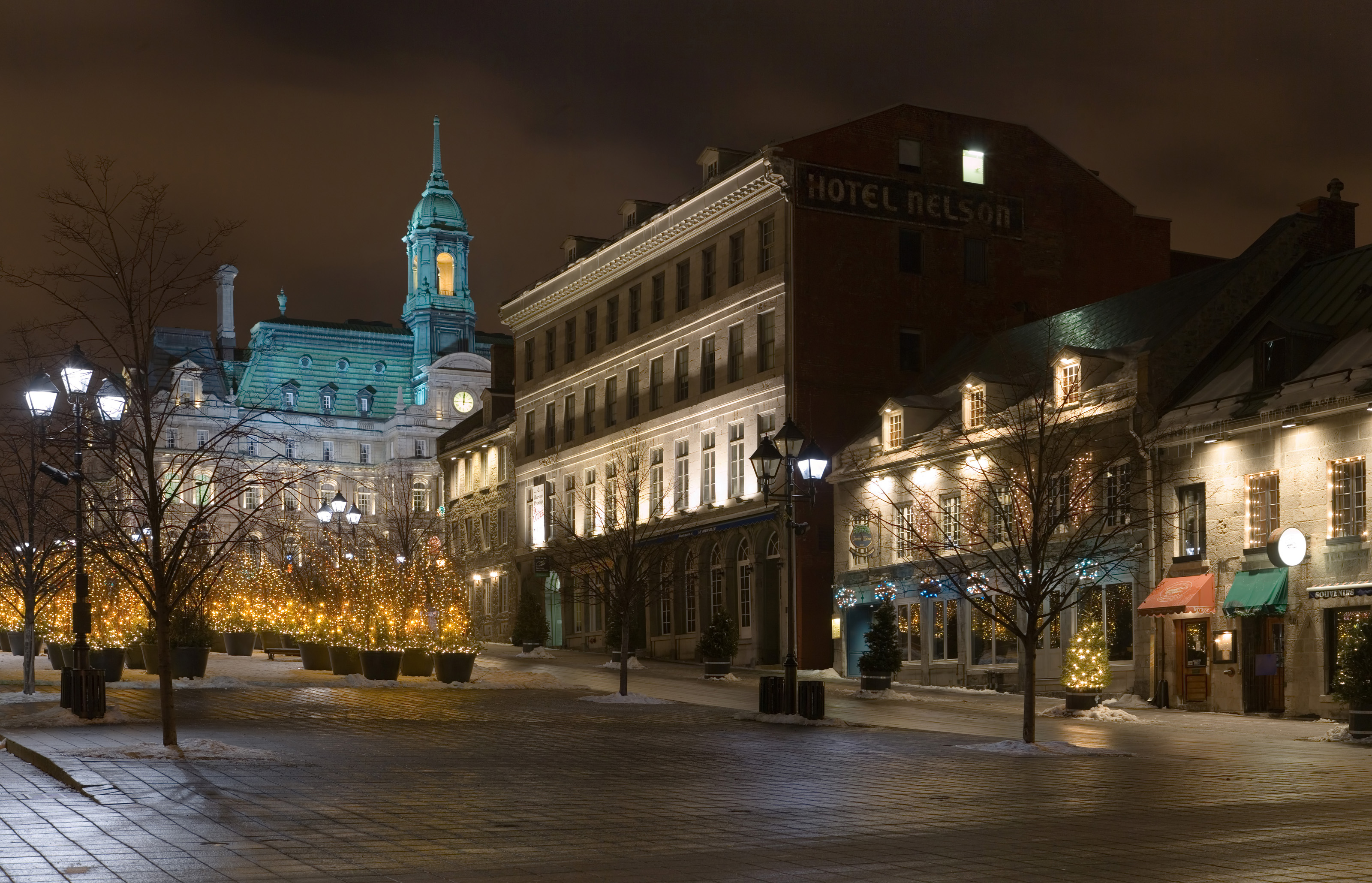
Vista nocturna, en invierno